# World Multi-Sport Games
I World Multi-Sport Games sono l'inseme di tre manifestazioni multi sportive organizzate dalla Global Association of International Sports Federations (GAIFS):
- World Combat Games, dedicati agli sport da combattimento e che si tengono dal 2010
- World Mind Games dedicati ai giochi di strategia e che si tengono dal 2011
- World Urban Games dedicati agli sport urbani ed alla cultura giovanile e che si tengono dal 2021